# Troy Quane
Troy Quane (...) è un regista, animatore, produttore cinematografico e doppiatore statunitense, noto principalmente per aver diretto Spie sotto copertura (Spies in Disguise) e Nimona.

## Carriera
Troy Quane ha iniziato la sua carriera ai Walt Disney Pictures come artista di storyboard nei film Uno zoo in fuga (The Wild) e Come d'incanto (Enchanted)
In seguito ha lasciato l'azienda per servire come artista di storie su 9, Il figlio di Babbo Natale (Arthur Christmas) e Hotel Transylvania. 
Nel 2019 dirige assieme a Nick Bruno Spie sotto copertura (Spies in Disguise). 
Nell'aprile 2022, è stato annunciato per ci-dirigere assieme a Nick Bruno il film d'animazione della Annapurna Animation: Nimona e distribuito il 30 giugno 2023 su Netflix. 

## Filmografia

### Regista

#### Lungometraggi
- Spie sotto copertura (Spies in Disguise), - co-regia con Nick Bruno (2019)
- Nimona, - co-regia con Nick Bruno (2023)

### Cortometraggi
- I Puffi - A Christmas Carol (The Smurfs: A Christmas Carol) (2011)

### Animatore
- Uno zoo in fuga (The Wild), regia di Steve Williams (2006)
- Come d'incanto (Enchanted), regia di Kevin Lima (2007)
- 9, regia di Shane Acker (2009)
- Il figlio di Babbo Natale (Arthur Christmas), regia di Sara Smith (2011)
- Hotel Transylvania, regia di Dženndi Tartakovskij (2012)

## Riconoscimenti

### Premio Oscar
- 2024[1] - Candidatura per il miglior film d'animazione per Nimona

### Annie Awards
- 2024 – Candidatura per miglior regia in un film d'animazione per Nimona